# Andrés Bonifacio

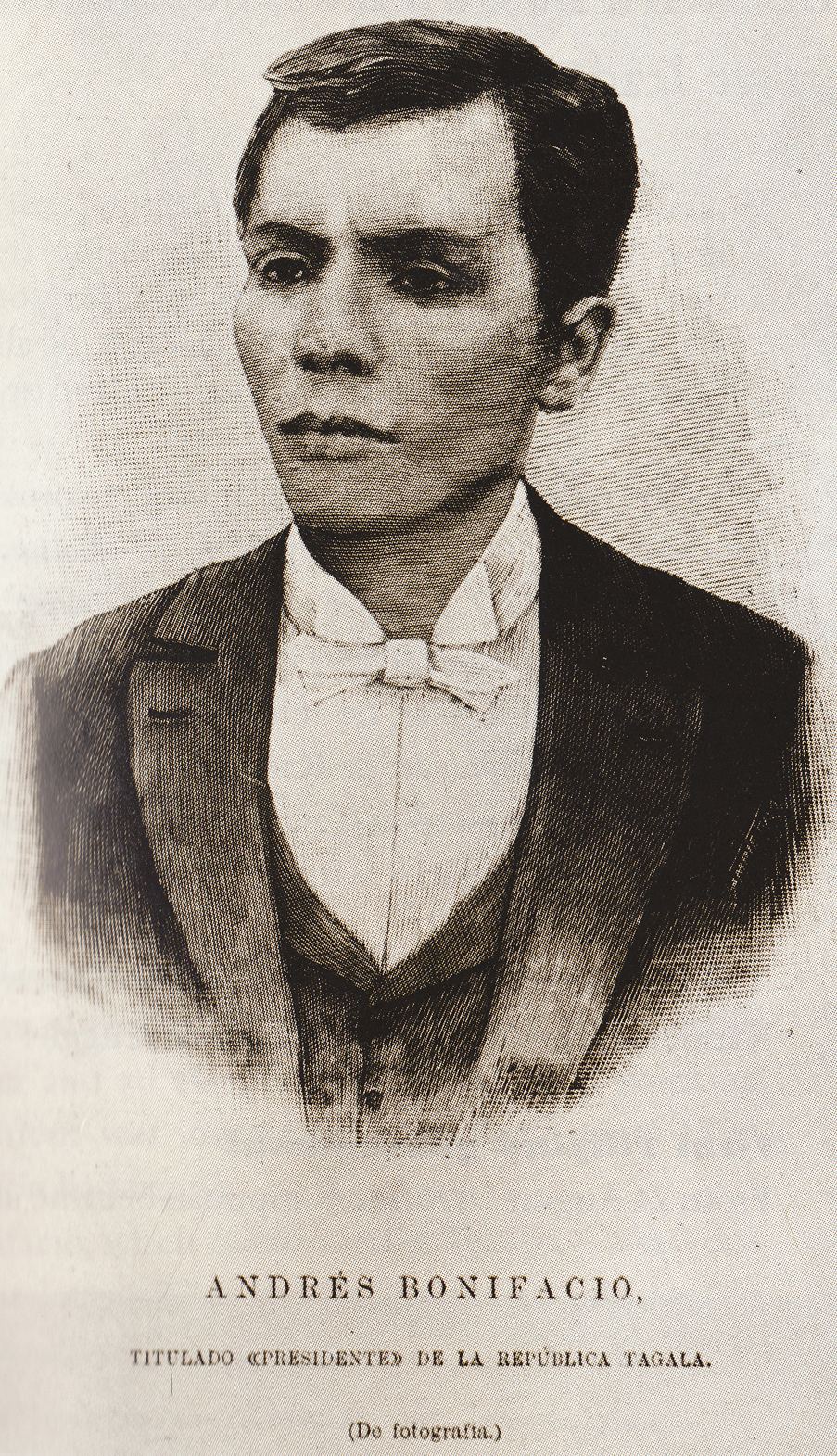
Andres Bonifacio

Andrés Bonifacio y de Castro (* 30. November 1863 in Tondo, Manila; † 10. Mai 1897 in Maragondon, Cavite) war einer der Gründer des Katipunan, einer Organisation, die sich die Unabhängigkeit der Philippinen von der spanischen Herrschaft zum Ziel gesetzt hatte. Er war zudem ein einflussreicher Führer der Philippinischen Revolution im späten 19. Jahrhundert gegen die spanische Kolonialherrschaft der Philippinen. Er gehört zu den bedeutendsten Nationalhelden des Inselstaates und wird dort als Father of the Philippine Revolution (Vater der philippinischen Revolution) bezeichnet.

## Biografie
Bonifacio wurde am 30. November 1863 in Tondo, einem Ortsteil von Manila, als ältestes von sechs Kindern geboren. Seine Eltern waren Santiago Bonifacio, von der Herkunft ein Tagalog und Catalina de Castro of Zambales, ein Mitglied der spanisch-mestizischen Volksgruppe. Sein Vater Santiago war cabeza de barangay, der Vorsteher des Barangay (Ortsteils) von Tondo. Seine Mutter starb im Jahre 1881 an Tuberkulose und sein Vater folgte ein Jahr danach. Gemäß einer populären Anekdote ging er angeblich mit Spazierstöcken und Fächern hausieren, um seine Familie zu unterstützen.
Später arbeitete er als kaufmännischer Angestellter bei einer britischen Firma in Manila, dann als Handelsvertreter und auch als Lagerist. Er heiratete zweimal. Seine erste Frau hieß Monica und starb früh an Lepra.
Er las Bücher über die Französische Revolution, Les Miserables und die Romane lokaler Reformisten sowie, neben anderen, die des späteren Nationalhelden José Rizal.
Er war ein hoch Intellektueller, der viele ernsthafte Romane und politische Bücher besaß, von denen die meisten nicht in seiner Muttersprache geschrieben waren. Zudem verfasste er im Zuge der Organisation der Revolution zahlreiche Artikel und Gedichte.
Er war ein Mitglied der Freimaurer und gehörte der La Liga Filipina (Die philippinische Liga) von Jose Rizal an, einer Gemeinschaft, die sich für Reformen innerhalb der spanischen Kolonialherrschaft aussprach. Die Liga löste sich unmittelbar nach der Inhaftierung von Rizal und dessen Deportation nach Dapitan auf, die einen Tag nach dem einzigen Treffen der Gruppe stattfand.

## Der Katipunan
Noch in der Nacht zum 7. Juli 1892 (der Abend von Rizal Verhaftung), gründete Bonifacio den Katipunan, eine revolutionäre geheime Gemeinschaft, die später die Philippinische Revolution von 1896 gegen die spanische Kolonialherrschaft anzetteln sollte.
Während dieser Zeit traf er seine zweite Frau und die Muse des Katipunan, Gregoria de Jesus, die bald selbst zu einer Rebellenführerin wurde. Der Mann zu seiner Rechten war Emilio Jacinto. Innerhalb der Gemeinschaft verwendete Bonifacio den Codenamen oder nom de guerre Maypagasa, was übersetzt heißt: Da ist Hoffnung.
Er schrieb das patriotische Gedicht Pag-ibig sa Tinubuang Lupa (frei übersetzt: Liebe für das Vaterland), das in der ersten und einzigen Ausgabe der Katipunan-Zeitschrift, Kalayaan (Freiheit), erschien und von Jacinto gedruckt wurde. Des Weiteren übersetzte er angeblich als erster das letzte Werk Rizals Mi Ultimo Adios (Mein letztes Lebewohl) in die Sprache Tagalog.
Unmittelbar bevor die Revolution ausbrach, formierte er eine Revolutionsregierung, die sich „Republika ng mga Katagalugan“ (Tagalog Republik) nannte, mit ihm als Präsidenten und Supremo, dem obersten Führer des Konzils. Die Mitglieder des obersten Konzils des Katipunan bildeten dabei sein Kabinett. Es ist zu beachten, dass unter der Bezeichnung „Tagalog“ in diesem Zusammenhang nicht die ethnische Volksgruppe zu verstehen ist, sondern das Philippinische Volk als Gesamtes.
Mit der Einrichtung des Katipunan wurde Andrés Bonifacio zum Father of the Revolution (Vater der Revolution). Eine Inschrift Bonifacio aus dieser Zeit ist in der Pamitinan-Höhle erhalten geblieben.

## Niedergang
Bonifacios persönliche Feldzüge waren nicht so erfolgreich. Er verlor jede seiner Schlachten und alle führten zu erheblichen Verlusten und Massakern. Die revolutionären Kämpfer in Cavite, unter den Kommandos von Offizieren die der Oberklasse entstammten, wie Emilio Aguinaldo, hatten dagegen größeren Erfolg. Diese Gruppe versendete schließlich ein Manifest, das die Führung Bonifacios ignorierte und ihrerseits eine Revolutionsregierung ausrief.
Am 22. März 1897 wurde in Tejeros, Cavite, eine Ratsversammlung (die heute als die Tejeros Convention bekannt ist) einberufen, bestehend aus Bonifacios Männern, einschließlich zweier seiner Brüder, sowie den Mitgliedern der Magdalo- und der Magdiwang-Gruppe, zweier rivalisierender lokaler Katipunan-Fraktionen, um eine vereinigte Front zu etablieren und die Führerschaft der Revolutionsbewegung festzulegen. Die Magdalo-Fraktion wurde angeführt von Baldomero Aguinaldo, einem Cousin zu Emilio Aguinaldo. Bei den Wahlen zum Präsidenten stimmten die einheimischen Cavitenos für ihren Landsmann Emilio Aguinaldo, der selbst nicht anwesend war, da er sich an der Front befand. Bonifacio, der in dieser Provinz keinerlei Macht besaß, wurde lediglich zum Minister des Inneren gewählt.
Ein Mitglied der Magdalo-Fraktion, Daniel Tirona, war mit der Wahl jedoch nicht einverstanden. Er zweifelte lautstark Bonifacios Qualifikation für eine gehobene Position an und bezeichnete ihn als ungebildet und ungeeignet für diesen Posten. Bonifacio war daraufhin schwer beleidigt, zumal er sich zuvor versichert hatte, dass das Ergebnis der Wahl von allen respektiert werden würde. Nun, aufgerufen durch seine Autorität als Supremo, dem obersten Führer des Katipunangremiums, zog er eine Pistole und begann seine Kritiker damit zu bedrohen und die Ergebnisse der Tejeros Konvention für null und nichtig zu erklären. Daraufhin verließ er zornig die Veranstaltung. Später drückte er in einem Brief an Jacinto seine Befürchtungen über die gesamte Angelegenheit aus und bezichtigte Tirona darin, schwarze Propaganda gegen ihn geführt zu haben, wobei er auch andere Führer in Verdacht hatte.
Es wird angenommen, dass Bonifacio zusammen mit seinen Brüdern danach in Richtung Batangas unterwegs war, um dort andere Katipunan-Fraktionen zu treffen, die ihn bei der Einrichtung einer eigenen Regierung unterstützen sollten. Als die Magdalo-Gruppe von diesen Plänen erfuhr, löste dies unter deren Mitgliedern Unruhe aus. Aus Angst vor einer separaten Gegenregierung auf der einen Seite in Verbindung mit einer anhaltenden Revolution auf der anderen, ordnete Aguinaldo die Festsetzung von Bonifacio und dessen Brüder an. Die Soldaten der Magdalos holten Bonifacio und seine Gefolgschaft nahe dem Ort Indang ein. Sie umstellten das Haus, in dem sich die Gesellschaft aufhielt, und riefen Bonifacio und seine Männer auf, ihre Waffen niederzulegen und das Gebäude friedlich zu verlassen. Bonifacio widersetzte sich und verkündete, dass die Kugeln die Angelegenheit klären würden. Es kam zu einer Ruhephase, die bis zur Dämmerung anhielt.
Bei Einbruch der Nacht rückten die Soldaten an das Haus heran und begannen zu schießen. Bonifacio befahl seinen Leuten, das Feuer nicht zu erwidern und rief den Angreifern zu: „Brüder, nicht schießen. Sagt uns, was ihr wollt?“ Die Soldaten schritten jedoch ohne eine Antwort zu geben voran und ergriffen Procopio Bonifacio, Andres Bruder, fesselten ihn und schlugen ihn mit einem Revolver nieder. Ciracio Bonifacio wurde von zwei anderen Soldaten zu Boden gedrückt und erschossen. Andrés selbst wurde mit einem Dolch verletzt und von einem Gewehrkolben niedergeschlagen. Gregoria de Jesus, seine Ehefrau, berichtete später, dass nach der Gefangennahme ihres Mannes der Führungsoffizier auf sie zukam, um sie nach dem Verbleib des Geldes der Organisation zu verhören.
Die beiden Brüder wurden daraufhin nach Naic gebracht und vor ein Kangaroo-Gericht, einem Scheingericht, unter der Leitung von General Mariano Noriel gestellt. Beiden warf man Hochverrat und Volksverhetzung vor, und sie wurden nach einem kurzen Prozess zum Tode durch ein Erschießungskommando verurteilt. In der Biographie von Emilio Aguinaldo ist zu lesen, dass er eine Aufhebung dieses Urteils forderte und anordnete, Bonifacio stattdessen ins Exil an den Mt. Nagpatong zu verbannen.
Major Lazaro Makapagal bekam die Order, zusammen mit vier seiner Männer, die Bonifacio Brüder zu ebendiesem Berg zu geleiten. Makapagal erhielt zu Beginn des Marsches ein versiegeltes Kuvert mit der strikten Aufforderung, den Umschlag erst dann zu öffnen, wenn sie den Berg erreicht hatten. Am 10. Mai 1897 erreichten sie den Mt. Buntis und Major Lazaro Makapagal öffnete den Brief. Danach schaute er zu Andres Bonifacio und dessen Bruder und verlas laut den Inhalt. Andres and Procopio sollten hiernach auf der Stelle durch ein Erschießungskommando hingerichtet werden oder er selbst würde erschossen werden. Die Nachricht war unterzeichnet von General Mariano Noriel. Makapagal trat zurück, und seine Männer eröffneten das Feuer auf die beiden Brüder. Andres Bonifacio starb im Alter von gerade 34 Jahren.
Aus Angst, die Schüsse könnten spanische Soldaten aufmerksam gemacht haben, hoben die Soldaten schnell eine dürftige Grube aus, warfen die Leichen hinein und verdeckten die beiden Leichen mit Zweigen und Ästen.
Mitpatrioten der Revolution betrachteten diese Aktion später als einen hässlichen Fleck an Aguinaldos Weste. Im Jahre 1918 fand eine Expedition unter der Führung eines ehemaligen Soldaten das Grab von Bonifacio. Seine Überreste wurden exhumiert und in das heutige Nationalmuseum in Manila überführt. 1945, gegen Ende des Zweiten Weltkrieges, wurde das Gebäude bei der Schlacht um Manila jedoch vollkommen zerstört, und Bonifacios Leichnam ging dabei für immer verloren.

## Kontroversen
Einige Historiker, wie Renato Constantino, sehen ihn als Gewinner der Massen, der von ambitionierten Mitgliedern der Oberklasse beleidigt wurde.
Andere, wie Gregorio Zaide, schätzen dagegen Emilio Aguinaldo und dessen Gesellschaft höher ein als die Bonifacios. Glenn May geht sogar so weit, zu sagen, dass Andrés Rolle als Nationalheld großteils erdichtet wäre. Noch heute ist eine Debatte im Gange, bei der manche ihn sogar als ersten Präsidenten, noch vor Aguinaldo, sehen und ihn sogar als wichtigsten Nationalhelden der Philippinen, noch vor Rizal, einschätzen.
Einige Historiker sind der Meinung, dass die Geschehnisse von Tejedos von vornherein beabsichtigt waren. Die Oberklasse, die von Aguinaldo repräsentiert wurden, könnte diese Veranstaltung nur dafür initiiert haben, um Bonifacio die Macht zu entreißen. (Aguinaldo und seine Mitstreiter genossen zum einen vor der Revolution einen höheren Status, zum anderen sollte ein Sieg von Bonifacio unbedingt vermieden werden, da er als Präsident die Verteilung von Vermögen und Landbesitz durchsetzen wollte.) Die Tejeros Convention sollte Bonifacio in das Territorium der Caviteños locken. Dort war die Versammlung dann keine repräsentative nationale Wahl, da die meisten Teilnehmer aus Cavite und der näheren Umgebung stammten. Andere in die Revolution involvierte Provinzen wie Bulacan, Pampanga, Tarlac, Laguna und Batangas waren überhaupt nicht vertreten. Bonifacios, voll von Idealismus, war zu naiv, um die politischen Manöver zu durchschauen. Noch ehe er Cavite wieder hätte verlassen können, wurde er verurteilt und dann wegen Hochverrats exekutiert.

## Gedenkstätten und -symbole
Bonifacios Geburtstag am 30. November ist auf den Philippinen ein öffentlicher Feiertag und wird als Bonifacio Day (auf Filipino: Araw ni Bonifacio) gefeiert.
Es gibt heutzutage überall im Land viele Gedenkstätten zu Andres Bonifacio, wobei die beiden bekanntesten von Napoleon Abueva und von Guillermo Tolentino, beide philippinische Künstler, stammen. Eine dieser Gedenkstätten ist das Bonifacio Monument in Caloocan City South. Es befindet sich in einem Kreisverkehr am nördlichen Endpunkt der EDSA.
Weiterhin ist Bonifacio auf der 10-Peso-Münze zusammen mit dem Nationalhelden Apolinario Mabini abgebildet.
Bonifacio wurde von Julio Diaz in seinem Werk Bayani (Held) porträtiert, einem Spielfilm, der grundsätzlich auf seinem Leben basiert. Regie führte der Experimentalauteur Raymond Red. Eine geschichtliche Fernsehserie mit dem gleichen Namen Bayani erzählt ebenso vom Leben des Katipunangründers.

## Filme
Die philippinisch-deutsche Produktion Bayani – Der Held (Regie: Raymond Red, Musik: Alan Hilario) entstand 1992. Sie wurde auf der Biennale gezeigt.
2016 verarbeitete Lav Diaz das Leben von Bonifacio als achtstündigen Spielfilm unter dem Titel Hele Sa Hiwagang Hapis (englischsprachiger Festivaltitel: A Lullaby to the Sorrowful Mystery).